# Strandäng
Strandäng, mad eller våtäng (även marsäng, jmf eng. ”marsh”, t.ex. Stora Marsäng, Nyköping och Marsviken) är en del av en strand där det växer höga gräs och örter. Strandängen utvecklas inom den zon som normalt ligger över vattenbrynet men som översvämmas vid högvatten. Marken är fuktig, men till skillnad från hos myrar är syretillgången vanligen så pass god att torv inte bildas. Strandängar förekommer både vid saltvatten och vid sötvatten och är ofta mycket artrika. Ju större vattenståndsvariationerna är, desto bredare kan bältet av ängsvegetation bli. Förr användes många strandängar som slåttermarker eller betesmarker.

## Havsstrandängar
Vid havet bildas breda bälten av havsstrandängar framför allt på långgrunda stränder som påverkas av tidvatten. I Sverige är havsstrandängarna vanligen ganska smala, både för att tidvattnet är obetydligt och för att merparten av kusterna påverkas av landhöjningen. De största strandängarna finns vid Öresund från söder om Limhamn till Skanör. Havsstrandängar har tidigare i mycket stor utsträckning varit betade.

## Strandängar längs vattendrag

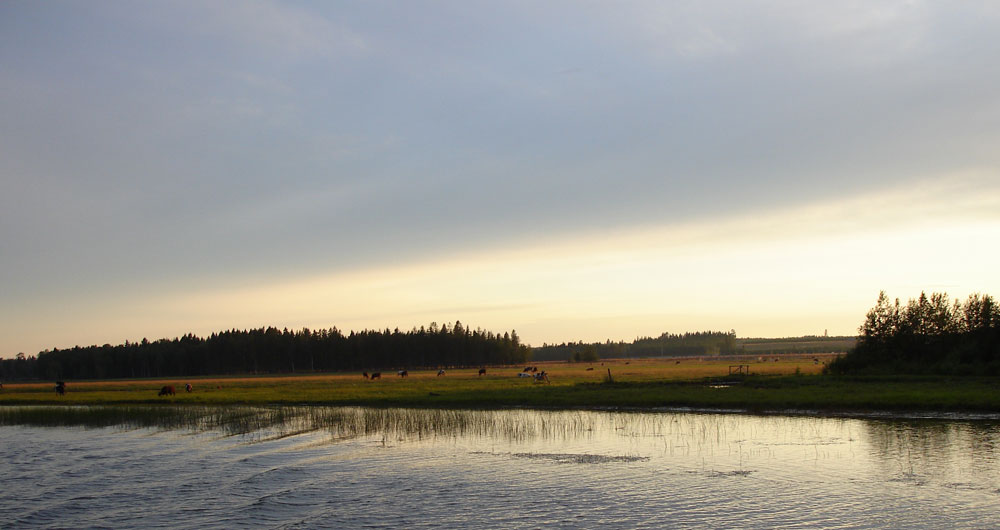
Vid Västerfjärden i Umeälvens delta har igenväxta strandängar röjts som en kompensationsåtgärd för Botniabanans intrång. Ängarna sköts nu genom kreatursbete.

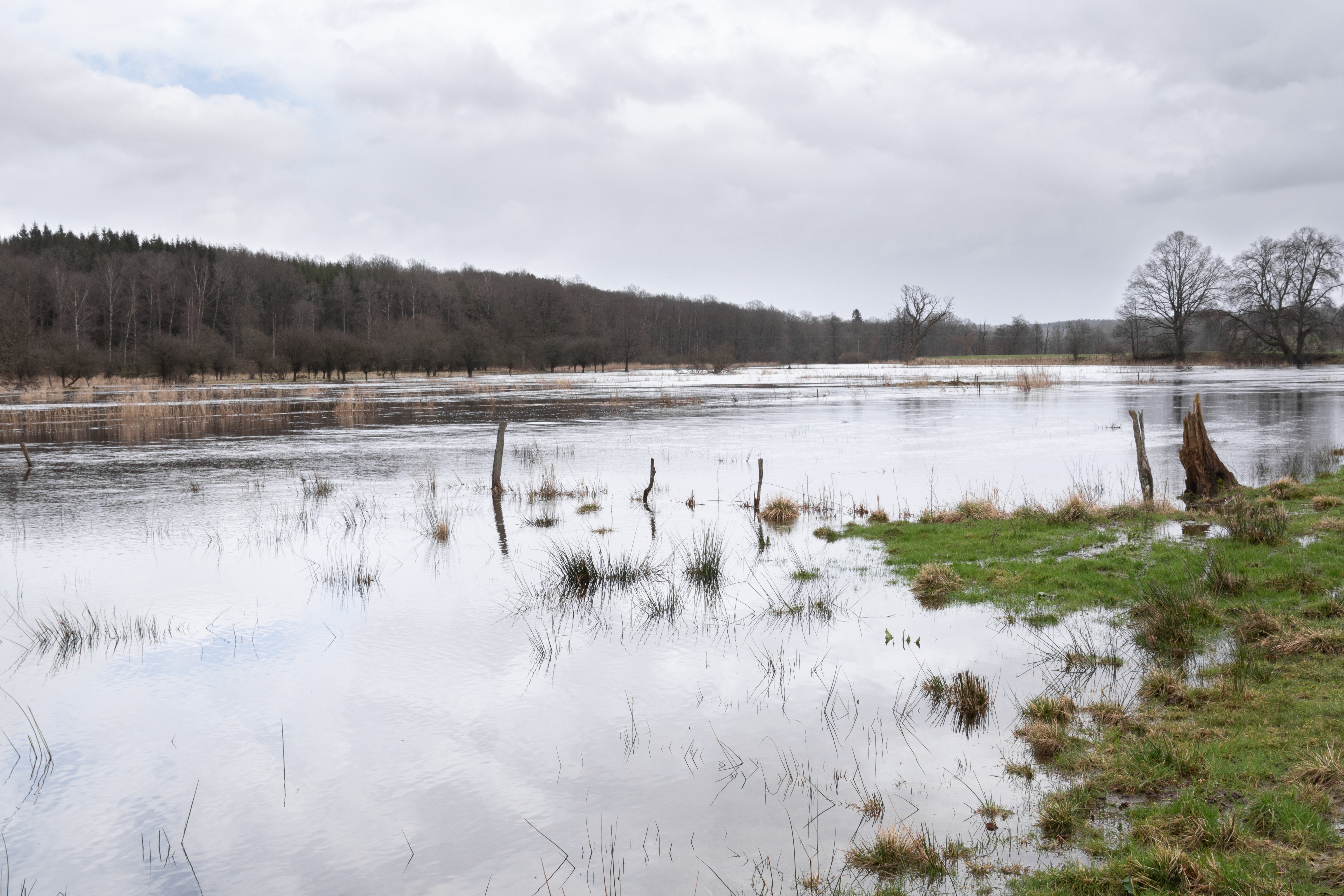
Översvämmade strandängar längs med Rönne å i Skåne

Vid vattendrag med regelbundna vattenståndsvariationer kan mycket breda strandängar bildas. I Sverige förekommer detta särskilt längs Norrlandsälvarna. I den nedre delen av strandängen finns ofta ett mycket rikt växtsamhälle av graminider, alltså gräsliknande växter som blåsstarr, vasstarr och flaskstarr. Ovanför vidtar arter som blåtåtel, madrör och rödsvingel. Även bredbladiga gräs som brunrör och grenrör kan förekomma i stor mängd. Längs de älvar som har sina källor i fjällen finner man fjällväxter som ängsruta, kung Karls spira, kvanne och svarthö. Vid de älvar som byggts ut för vattenkraft förändras som regel vattenståndsvariationerna så mycket att den typiska strandängarna försvinner. Vid exempelvis Vindelälven finns de dock kvar.

## Strandängar vid sjöar
Vid sjöar blir strandängarna i allmänhet smalare än vid vattendrag, eftersom vattenståndsvariationerna oftast är mindre. Breda strandängar har dock förekommit även vid vissa fjällsjöar. Framför allt i sjöar som genomflödas av älvar kunde vattenståndet förr variera mycket kraftigt. I sjön Skalka i Lilla Luleälven har en skillnad mellan högsta högvatten och lägsta lågvatten på 6,1 meter uppmätts; i Gardiken i Umeälven 5,7 meter. Båda dessa är idag reglerade för vattenkraftsändamål och har fått en helt annat karaktär.

## Kulturmarker

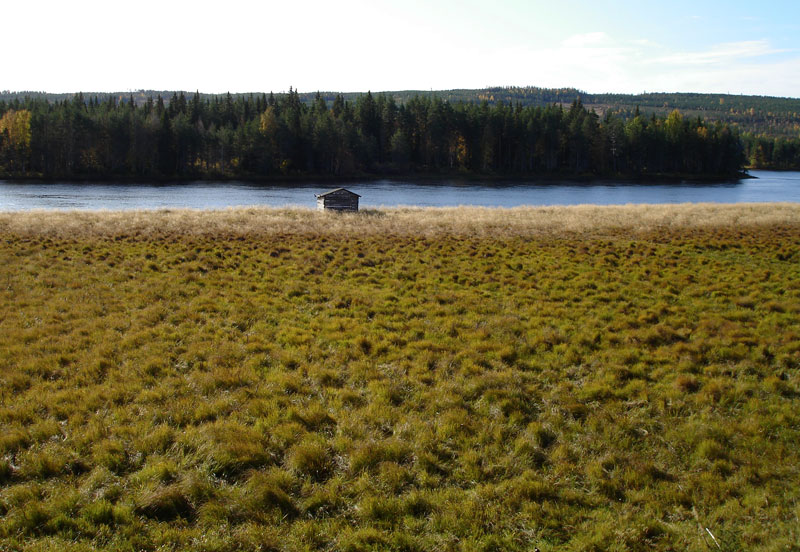
Gamla raningsmarker i Rusksele vid Vindelälven. Efter att ha övergivits och vuxit igen har de röjts och utnyttjas nu som betesmarker för köttdjur.

Förr bedrevs slåtter på många strandängar, som kallades för sidvallsängar. Sådana förekommer i anslutning till både sött, bräckt och riktigt salt vatten.
I Norrland utnyttjades strandängarna längs vattendragen överallt för slåtter. Sly röjdes bort för att utöka de naturliga strandängarna till så kallade raningar.
Havsstrandängar betades oftare än de användes för höslåtter, bland annat för att saltväxterna är svårtorkade.